# 4414 Sesostris
4414 Sesostris è un asteroide della fascia principale del diametro medio di circa 12,09 km. Scoperto nel 1960, presenta un'orbita caratterizzata da un semiasse maggiore pari a 2,3340157 UA e da un'eccentricità di 0,1187678, inclinata di 7,74914° rispetto all'eclittica.